# Orvar Bergmark
Orvar Bergmark (16 de novembro de 1930 – 10 de maio de 2004) foi um futebolista sueco. Ele competiu na Copa do Mundo de 1958, sediada na Suécia, na qual a Suécia foi a vice-campeã.